# タグ・ホイヤー
タグ・ホイヤー (TAG Heuer) は、スイスの高級時計メーカーである。

## 概要
ドイツ系スイス人で、ベルン州ブリュック出身のエドウアルト・ホイヤー（1840年 - 1892年）が1860年に設立した。設立当初からストップウオッチや、クロノグラフといったスポーツウオッチの開発に力を注いでおり、クロノグラフの歴史に貢献している。近年では、トゥールビヨンや磁気を利用した新たなムーブメントの開発を行っている。
1985年までの社名はホイヤーであった。クォーツショックで資金難だったところをマンスール・オジェ率いるTAGグループ (Techniques d'Avant Garde) から資金援助を受け、現在の社名に変更。その後1999年9月にLVMHが同社の株式の50.1%を取得し、現在はLVMH傘下となっているが、前グループの冠（TAG）は外していない。
2003年まではF1の公式計時を担当していたが、同年限りでF1の公式計時から撤退する一方で、2004年よりインディカー・シリーズの公式計時を担当している。
2025年よりF1の公式計時に復帰（関連会社のルイ・ヴィトンやモエ・エ・シャンドンと連動）

### 日本における人気
スイス時計協会FHが2016年に実施した消費者意識調査によると、日本人男性（30万円以上の腕時計に関心がある人）が所有している腕時計ブランドのランキングにおいて、タグ・ホイヤーがロレックス、オメガ、スウォッチに次いで4位、また日本人男性が欲しい腕時計ブランドのランキングにおいては、ロレックス、オメガに次いでタグ・ホイヤーが3位に位置している。

## 歴史
- 1840年2月15日 - ビール近郊のブラグで[3]創業者のエドウアルト・ホイヤー (Edouard Heuer ) が産まれた[4]。
- 1856年 - 創業者のエドウアルト・ホイヤーがサンティミエの時計メーカーLs.Kierneur&Filsに入社[3]。
- 1859年 - エドウアルト・ホイヤーがスザンナ・マグダレナ・シェルツと結婚した[4]。
- 1860年 - エドウアルト・ホイヤーによりスイスのサンティミエでエドウアルト・ホイヤー・ウォッチメーカーズ設立[3]。
- 1861年 - 創業者の長女ルイズ（ルイーゼ）・ホイヤー (Louise Heuer ) が産まれた[5]。
- 1869年 - ビールに移転した[3]。
- 1871年 - 創業者の長男シャルル（カール）・ホイヤー (Charles Heuer ) が産まれた[6]。
- 1876年 - ロンドンに支社を設立した。
- 1878年 - ルイズ・ホイヤーが入社した[3]。時計メーカー向けの宝飾加工を行なっていたフリッツ・ラムベレが事業に参加し、ホイヤー・ラムベレ&カンパニー・ビエンヌ&ロンドンを設立[3]。
- 1882年 - クロノグラフで特許取得[3]。懐中時計のクロノグラフの製造を開始した[3]。ロンドン支店閉鎖[3]。
- 1885年 - フリッツ・ラムベレが独立し、エド・ホイヤーに商号変更した[3]。
- 1892年 - エドウアルト・ホイヤー死去[6]。
- 1896年 - シャルル・ホイヤーの長男シャルル・ホイヤーJr.が産まれた[4]。
- 1901年 - シャルル・ホイヤーの次男ウベール（フーベルト）・B・ホイヤー (Hubert B. Heuer ) が産まれた[7]。
- 1916年 - シャルル・ホイヤーJr.が入社。世界初の100分の1秒まで計測可能なストップウオッチ『マイクログラフ』を開発。
- 1920年 - アントワープオリンピックの公式計時を初めて担当。高級ブランドだったユール・ヤーゲンセンを購入した。
- 1923年 - シャルル・ホイヤーの次男ウベール・B・ホイヤーが入社[8]。シャルル・ホイヤー死去[9]。
- 1929年 - ホイヤーのロゴが作成された[8]。
- 1932年 - ジャック・W. ホイヤーが産まれた[4]。
- 1953年 - 日本で商標登録した[10]。
- 1964年 - クロノグラフの製造会社レオニダスと合併、正式な社名はホイヤー=レオニダスとなる[11]。
- 1967年 - 自動巻クロノグラフ、キャリバー11の開発を始めた[12]。
- 1969年 - 角型時計としては世界初の防水クロノグラフ『モナコ』、世界初の自動巻きクロノグラフ『クロノマチック』などを発表[12]。
- 1971年 - スクーデリア・フェラーリのF1公式計時を初めて担当、当時のドライバーはクレイ・レガツォーニとジョー・シフェール[12]。スティーブ・マックイーンが映画栄光のル・マン中で『モナコ』を着用し、レーシングスーツにホイヤーのロゴをつけて出演した[13]。スイススキー連盟と契約を締結、スイススキーチームがホイヤーのクロノグラフを使用した[12]。
- 1974年 - シャルル・ホイヤーJr.死去[6]。
- 1982年 - ピアジェの傘下に入る。4代目ジャック・W. ホイヤーが社長から退任し、創業者一族による経営は途絶えた。ジャック・W. ホイヤーは、その後コンピューター関係の仕事に携わった。
- 1985年 - ピアジェの傘下から離れ、TAGグループからの資金援助を受けて『ホイヤー』から『タグ・ホイヤー』に社名を変更。
- 1999年 - テクニーク・ダバンギャルド (Techniques d'Avant Garde) から売却され、LVMHの傘下に入る。しかし、既に商標として定着している為、元親会社の商標が外されず、現在も社名に-TAG-を残す。その為、元親会社許諾を得て商標を使用している。
- 2001年 - CEOジャン・クリストフ・ババンの懇請で、ジャック・ホイヤーが名誉会長に就任。
- 2004年 - インディカー・シリーズの公式計時を初めて担当。
- 2013年 - ジャン・クリストフ・ババンがブルガリCEOに就任し、代わってステファン・リンダーがCEOに就任[14]。ジャック・ホイヤーが、81歳誕生日の前日11月17日に名誉会長を退任[15]。
- 2016年 - イングランド・プレミアリーグの公式タイムキーパーを担当[16]、同リーグのマンチェスター・ユナイテッドFCと公式タイムキーパー並びにグローバルパートナー契約を結ぶ[17]。Jリーグとのトップパートナー契約も締結し、公式タイムキーパーとなった[18]。
- 2020年 - 新CEOとして親会社であるLVMH会長のベルナール・アルノーの三男であるフレデリック・アルノーが就任。
- 2024年 - 新CEOとしてグループ会社であるゼニスCEOであったジュリアン・トルナーレが就任。

## 代表モデル
- アクアレーサー (Aquaracer )
- カレラ (Carrera ) 

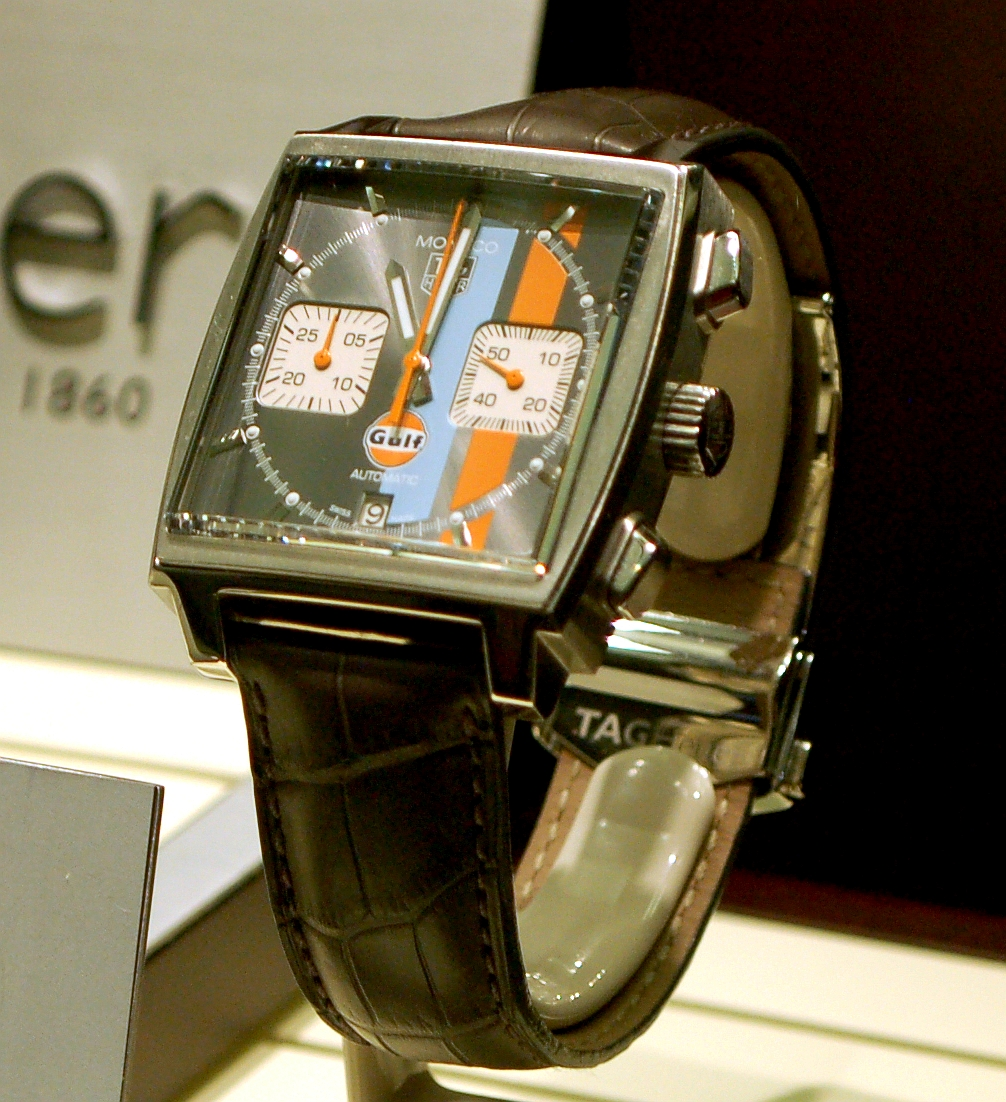
モナコ

  - グランドカレラ (Grand Carrera )
- エレノア (Erenoa )
- F1（1986年発売[19]） - 樹脂を使用したモデル[20]。
  - F1クロノグラフ
- キリウム (Kirium )
- リンク (Link ) アイルトン・セナが愛用していた「Ｓｅ／ｌ」コレクションの後継機としてリリースされた。
- モナコ (Monaco )  - 1971年映画『栄光のル・マン』中、主役のスティーブ・マックイーンが装着したことで知られる。古くからモータースポーツの計時を担当していたホイヤー社（現在のタグ・ホイヤー）と縁のあるサーキットがモナコであり、そのグランプリに敬意を表し、ホイヤー社は新たなモデルを開発。それがマイクロローターを採用した世界初の自動巻きクロノグラフムーブメント「クロノマティック」を搭載。後に、復刻モデルが多数リリースされ、豊富なモナコ・ファミリーがラインナップされた。
- モンツァ (Monza )
- フォーミュラ (Formula )
- S/el（セル、スポーツ・アンド・エレガンスの略称、1987年発売[21]）現在は廃番。リンクに継承された。
  - S/elレザー（1991年発売[19]） - 革バンドを採用した[22]。
  - S/elクロノグラフ（1988年発売） - クォーツモデルの一部で1/100秒までの計測が可能[23]。
- 1000シリーズ（1000Series 、1985年発売[19]）
- 1500シリーズ（1500Series 、1990年発売[19]） - 入門用の手頃な価格のモデル[24]。
- 2000シリーズ（2000Series  、1983年発売[19]） - 基本ラインでクォーツと自動巻があり、200m防水[25]。現在は廃番。アクアレーサーに継承された。
  - 2000クロノグラフ（1988年発売） - クォーツモデルの一部で1/100秒までの計測が可能。
- 3000シリーズ（3000Series 、1985年発売[19]）
- 4000シリーズ（4000Series 、1990年発売[26]）
- 6000シリーズ（6000Series 1991年発売[19]） - 最高級ライン[27]。
  - 6000ゴールド（1994年発売[19]） - ケース素材にK18ゴールドを採用、クロノメーター規格に合致した自動巻を搭載する[27]。

## モータースポーツ

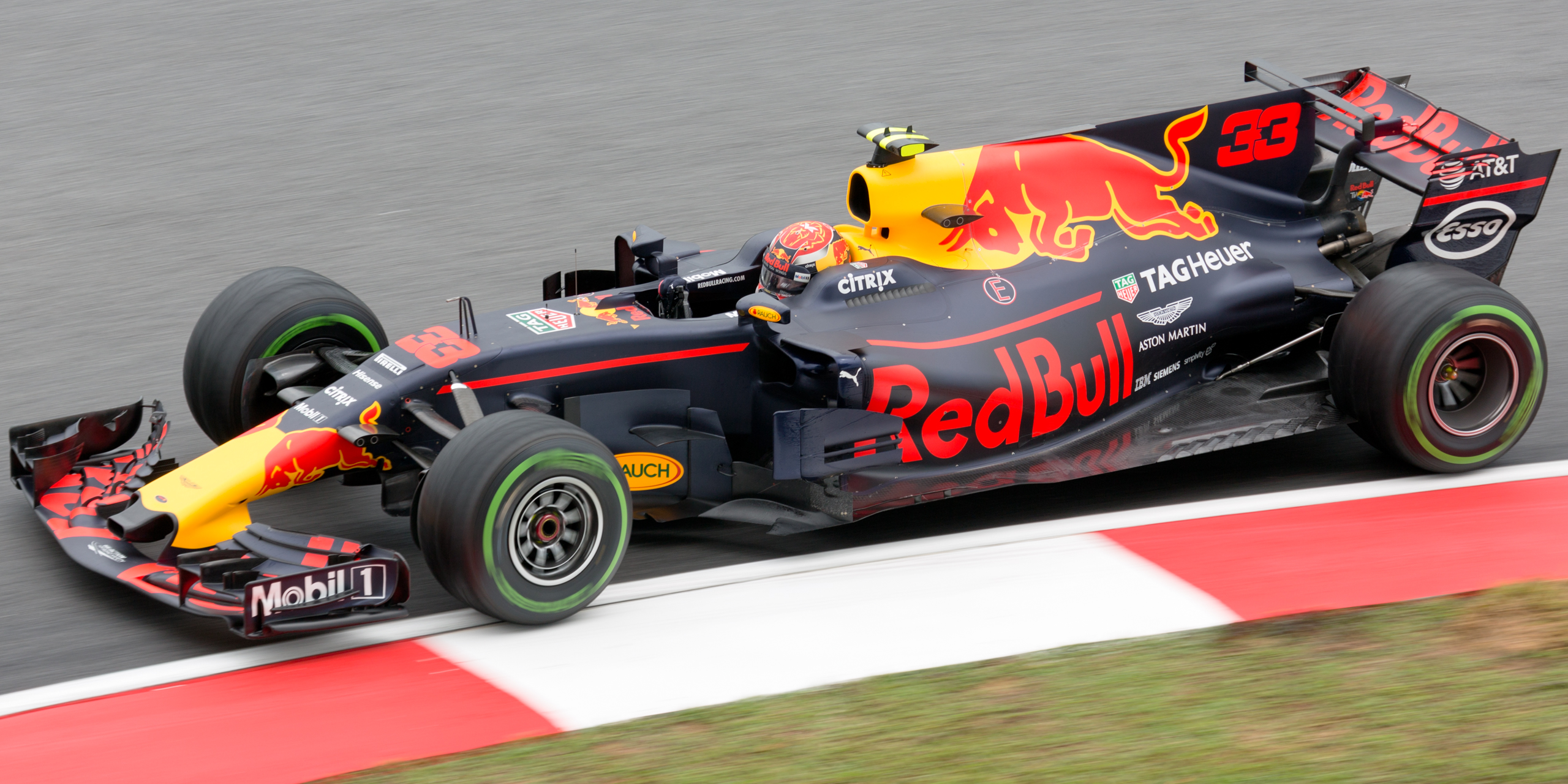
レッドブル・RB13 タグ・ホイヤー

自動車レースの最高峰・F1にて、ホイヤーは1970年代にフェラーリのスポンサーとなる。一方TAGは、79年から83年シーズンまでウィリアムズチームのスポンサーとなる。1984年からマクラーレンチームの要請でポルシェが開発した、1,500ccV6ターボエンジンに資金提供したため「TAG」のバッジネームを付けて参戦。1984年から1986年まで、3年連続でF1のチャンピオンエンジン（86年はドライバーズタイトルのみ）となる。86年シーズンから「TAG HEUER」ロゴを掲出し、スポンサーとして2015年まで同チームを支える。2016年からレッドブル・レーシングのスポンサーとして長期に渡って活動している。その関係でアイルトン・セナ、片山右京、キミ・ライコネンなどF1ドライバーの名前を冠したモデルを多数発売している。
2016年から2018年までレッドブル向けに製造されたルノー製パワーユニット（エンジン+ハイブリッドシステムの総称）は、両社の紛糾の結果として『タグ・ホイヤー』のバッジネームで供給が行われていた。

## スポンサー活動
タグ・ホイヤーはロンドン・シカゴ・ニューヨークシティのワールドマラソンメジャーズ大会、マンチェスター・ユナイテッド、FIM世界耐久選手権、レッドブル・レーシング、F1、FIAフォーミュラE選手権、インディアナポリス500、MXGP、オーストラリアン・オープンなどのオフィシャルタイムキーパーとして務めている。かつてタイガー・ウッズも名前を冠したモデルなども存在し、この時計を身につけたが、不倫スキャンダル問題で契約を解除した。マリア・シャラポワも2016年3月の緊急会見にてドーピングが報じられたことから、契約を中断した。

### アンバサダー
- クリス・ヘムズワース
- カーラ・デルヴィーニュ
- リー・イーフォン
- アレック・モノポリー
- マッツ・フンメルス
- 香川真司
- マンチェスター・ユナイテッド
- アイルトン・セナ
- スティーブ・マックイーン
- ファン・マヌエル・ファンジオ
- パトリック・デンプシー
- ジョセフ・アジュラム
- アレクサンダー・ロッシ
- ジャン_エリック・ベルニュ
- ダン・カーター
- カイ・レニー
- ジェラルディン・ファスナハト
- ペトラ・クビトバ
- ヘンリク・ルンドクヴィスト

### 過去のアンバサダー
- レオナルド・ディカプリオ
- タイガー・ウッズ
- マリア・シャラポワ
- クリスティアーノ・ロナウド
- 錦織圭
- ユマ・サーマン
- ベラ・ハディッド
- アウディ・スポーツ
- オラクル・チームUSA
- セバスチャン・オジェ